# Cerkiew Świętych Apostołów Piotra i Pawła w Węgorzewie
Cerkiew pod wezwaniem Świętych Apostołów Piotra i Pawła – prawosławna cerkiew parafialna w Węgorzewie. Należy do dekanatu Olsztyn diecezji białostocko-gdańskiej Polskiego Autokefalicznego Kościoła Prawosławnego.
Świątynia znajduje się przy ulicy Pionierów 25A.
Jest to budynek z wysokim szczytem pochodzący z początku XX wieku, w którym przed wojną mieściła się kaplica baptystów. W 1949 przekazany prawosławnym. Obiekt wpisano do rejestru zabytków 19 maja 2000 pod nr A-1685.
W 2009 cerkiew była remontowana – m.in. naprawiono dach i wykonano drewniane podpory sufitu.